# Diseño de alimentos
El diseño de alimentos se refiere al proceso interdisciplinario que involucra la aplicación de ciencias como la nutrición, gastronomía, química y tecnología alimentaria para desarrollar productos alimenticios innovadores y sostenibles que satisfagan necesidades específicas de los consumidores.

### Proceso de Diseño de Alimentos
El diseño de alimentos abarca desde la concepción inicial del producto hasta su desarrollo final, considerando aspectos como la selección de ingredientes, formulación nutricional, aspectos sensoriales, empaque del producto, entre otros.
1. Conformación de equipo de trabajo: Formar un equipo diverso y cohesionado para abordar los retos del diseño desde diferentes perspectivas.
2. Selección del mercado objetivo: Identificar el segmento de consumidores al cual se dirige el producto, teniendo en cuenta sus necesidades y preferencias.
3. Formulación y prototipado: Desarrollar formulaciones basadas en criterios nutricionales, sensoriales y de sostenibilidad, seguido por la creación de prototipos.
4. Pruebas y evaluación: Realizar pruebas que incluyan análisis sensoriales, nutricionales y de aceptabilidad del mercado.
5. Optimización: Ajustar la formulación y el proceso de producción basándose en los resultados de las pruebas.
6. Lanzamiento del producto: Preparar el producto para su producción a escala y lanzamiento al mercado.

### Importancia del Diseño de Alimentos
El diseño de alimentos juega un papel crucial en la mejora de la salud pública a través de la innovación alimentaria, permitiendo responder a desafíos como enfermedades no transmisibles y la sostenibilidad ambiental del sistema alimentario.